# Низево
Низево — село в Фалёнском районе Кировской области. 

## География
Находится на правобережье реки Чепца на расстоянии примерно 8 километров по прямой на север от районного центра поселка Фалёнки.

## История
Село известно с 1678 года, когда в нем было 6 дворов,  в 1763 году 89 жителей. В 1873 году отмечено дворов 20 и жителей 145, в 1905 24 и 171, в 1926 77 и 271, в 1950 22 и 76 соответственно. В 1989 году учтен 531 житель. До 2020 года входило в Фалёнское городское поселение, ныне непосредственно в составе Фалёнского района.

## Население
| 1710 | 1763 | 1873 | 1891 | 1905 | 1926 | 1950 |
| ---- | ---- | ---- | ---- | ---- | ---- | ---- |
| 39   | ↗100 | ↗145 | ↗150 | ↗171 | ↗271 | ↘76  |
| 1989 | 2002 | 2010 |      |      |      |      |
| ↗531 | ↘389 | ↘213 |      |      |      |      |